# Adidas Jabulani

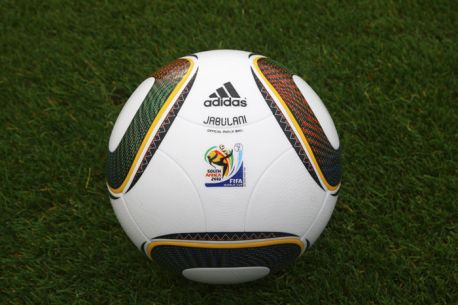
De Adidas Jabulani (editie WK 2010)

Jabulani is de naam van de voetbal waarmee de wedstrijden op het FIFA-wereldkampioenschap voetbal 2010 in Zuid-Afrika werden gespeeld. In de finale heette de bal Jo'bulani. De Jo'bulani is goud gekleurd. Daarmee wordt verwezen naar Johannesburg (de stad van goud). De naam Jo'bulani is afgeleid van Jo'burg (waarmee Johannesburg wordt bedoeld), omdat de finale werd gespeeld in Johannesburg.
De naam Jabulani komt uit het Zoeloe, de taal van de grootste etnische groepering in Zuid-Afrika. Jabulani betekent "feestelijk vieren". Fabrikant Adidas heeft de bal elf kleuren gegeven, die symbool staan voor de elf officiële talen en elf Zuid-Afrikaanse stammen in Zuid-Afrika. Tevens staan de elf kleuren ook voor de elf spelers van een team, die op het veld staan.
De bal werd enkele uren voor de WK-loting gepresenteerd als de "beste voetbal ooit". De bal zou ronder zijn dan andere ballen. De bal bestaat namelijk uit 8 vlakken van thermoplastisch polyurethaan. De Adidas Teamgeist, WK-bal van 2006, bestond uit 14 stukken.

## Kritiek
Voorafgaand aan het WK kwam er uit diverse landen kritiek op de Jabulani. Met name het zwabberen van de bal en het snel omhoog gaan bij een schot is veel spelers een doorn in het oog. De bal zou ook te licht zijn.
NASA-wetenschappers van het Laboratorium Fluid Mechanics in het Ames Research Center in Mountain View (Californië) hebben geconcludeerd dat de Jabulani de neiging heeft om te gaan zwabberen met een snelheid van 45-50 mijl per uur. Wanneer een relatief gladde bal met naden door de lucht vliegt zonder veel spin, kan de lucht dicht bij het oppervlak worden beïnvloed door de naden, wat een asymmetrische stroming produceert. Deze asymmetrie creëert zijdelingse krachten die de bal plotseling een bepaalde richting op kunnen duwen en aan het zwabberen kunnen brengen. Rabi Mehta, een ingenieur luchtvaart en ruimtevaart bij NASA Ames, zei erover: "Het is duidelijk. Je ziet een zwabbereffect."